# Antonio Prieto
Antonio Prieto (né le 26 mai 1926 à Iquique et mort le 14 juillet 2011 à Santiago) est un acteur et chanteur chilien qui a développé l'essentiel de sa carrière d'acteur en Argentine.

## Filmographie
- 1956 : También hay cielo sobre el mar de José María Zabalza : prêtre
- 1963 : Chasse à la Mafia (Rififí en la ciudad) de Jesús Franco : inspecteur Stevens/Vargas